# NGC 4772
NGC 4772 ist eine Spiralgalaxie mit aktivem Galaxienkern vom Hubble-Typ Sa im Sternbild Jungfrau. Sie ist schätzungsweise 43 Millionen Lichtjahre von der Milchstraße entfernt und hat einen Durchmesser von etwa 55.000 Lj. Die Galaxie ist als Seyfert-3-Galaxie katalogisiert.
Das Objekt wurde am 24. Januar 1784 von William Herschel entdeckt.